# ミカ・ルッティネン
ミカ・クリスチャン・ルッティネン（Mika Kristian Luttinen）は、1990年にブラックメタルバンド、インペイルド・ナザリーンを結成したフィンランド出身のボーカリスト。幾度かのメンバーチェンジを経ても、現在も唯一のオリジナルメンバーとして活躍している。

## 概要・人物
メインプロジェクトの他に、ミカはカナダのメタルバンド、オブシーン・ユーロジーや、フランスのレーベル、オズモーズ・プロダクションズのオーナーであるエルヴェとミカ自身によって結成されたフランスのブラックパンクバンド、ザ・ロッキング・ディルドスなど、世界各地の様々なバンドに参加してきた。インペイルド・ナザリーン在籍中は、当時ロッティング・クライストのキーボード奏者だったマグス・ワンピール・ダオロスと共に、ディアボロス・ライジング（後にレイズムに改名）にも参加していた。ルッティネンはザ・クラウン、ヒュプノス、エンシェント・ライツなど、数多くのバンドに著名なゲスト出演をしてきた（エンシェント・ライツのシンガー、グンター・ゼイスはミカの結婚式でベストマンを務めた）。 ミカは自身の作詞作曲はソドムやクリーターなど多くの初期スラッシュメタルバンドから影響を受けていると述べている。モーターヘッドの音楽の要素も彼の作品に組み込まれており、インペイルド・ナザレンのシングルは「モーターペニス」と題されている。

## ディスコグラフィ
インペイルド・ナザリーン
- Tol Cormpt Norz Norz Norz... (1992)
- Ugra-Karma (1993)
- Suomi Finland Perkele (1994)
- Latex Cult (1996)
- Rapture (1998)
- Nihil (2000)
- Absence of War Does Not Mean Peace (2001)
- All That You Fear (2003)
- Pro Patria Finlandia (2006)
- Manifest (2007)
- Road to the Octagon (2010)
- Vigorous and Liberating Death (2014)

Diabolos Rising
- 666 (1994)
- Blood, Vampirism & Sadism (1995)

Obscene Eulogy
- Defining Hate: The Truth Undead (2004)

Raism
- The Very Best of Pain  (1996)
- Aesthetic Terrorism  (1997)

The Rocking Dildos
- On Speed (1997)
- Horny Hit Parade (1997)